# Oryx Club de Douala
L'Oryx Club de Douala è una squadra di calcio camerunese, con sede a Douala. Il nome della società deriva dall'orice, un genere di antilopi di grandi dimensioni.

## Storia
Fondato nel 1928 a seguito della fusione del Lumière de Bonapriso ed il Requin de Bali, quando all'epoca il Camerun era sotto mandato francese. L'Oryx vinse il suo primo trofeo nel 1956, quando si aggiudicò la Coppa del Camerun: ad essa se ne aggiungeranno altre tre tra il 1963 ed il 1970.
Tra il 1961 ed il 1967 l'Oryx inoltre vinse cinque campionati camerunesi.
Nel 1965 il club si aggiudicò la prima Coppa dei Campioni d'Africa, superando in finale i maliani dello Stade Malien de Bamako.
Parteciperà alla coppa in altre due occasioni, nel 1966 eliminata in semifinale dai maliani del Real Bamako, e nel 1968, ove fu eliminata ai quarti di finale congolesi del TP Englebert, che si aggiudicheranno poi il trofeo. Negli anni di maggior successo, gli anni '60 del XX secolo la squadra poté schierare giocatori del calibro di Samuel Mbappé Léppé, Emmanuel Koum, Jean-Pierre Tokoto, ed addirittura alcuni giocatori europei come Anestis Arnopoulos e Sylvain Vittoz.

## Palmarès

### Competizioni nazionali
- Campionato di calcio del Camerun: 5

1961, 1963, 1964, 1965, 1967
- Coppa del Camerun: 4

1956, 1963, 1968, 1970

### Competizioni internazionali
- Coppa dei Campioni d'Africa/CAF Champions League: 1

1964

### Altri piazzamenti
- Coppa del Camerun:

Finalista: 1969
- CAF Champions League:

Semifinalista: 1966